# Камниця (Дол-при-Любляні)
Камниця (словен. Kamnica) — поселення в общині Дол-при-Любляні, Осреднєсловенський регіон, Словенія. 
Висота над рівнем моря: 268,3 м.